# Homohadena incomitata
Homohadena incomitata là một loài bướm đêm trong họ Noctuidae.